# Liste von Krankenhäusern in Gelsenkirchen
Die Liste von Krankenhäusern in Gelsenkirchen umfasst aktuelle und ehemalige Kliniken.

## Liste
| Name                                    | Ortsteil  | Jahr der Eröffnung | Träger                             | Anmerkungen                                    | Bild |
| --------------------------------------- | --------- | ------------------ | ---------------------------------- | ---------------------------------------------- | ---- |
| Marienhospital Gelsenkirchen            | Ückendorf | 1869               | St. Augustinus Gelsenkirchen       | Lehrkrankenhaus der Universität Duisburg-Essen |      |
| Sankt Marien-Hospital Buer              | Buer      | 1867               | St. Augustinus Gelsenkirchen       |                                                |      |
| St. Josef-Hospital                      | Horst     | 1889               | Katholische Kliniken Emscher-Lippe |                                                |      |
| Knappschaft Kliniken Gelsenkirchen-Buer | Buer      | 1929               | Knappschaft                        | Bis 2024 „Bergmannsheil und Kinderklinik Buer“ |      |
| Kinder- und Jugendklinik Gelsenkirchen  | Buer      |                    |                                    | Zusammenschluss mit Bergmannsheil              |      |
| Evangelische Kliniken Gelsenkirchen     |           |                    |                                    |                                                |      |
| Rehaklinik am Berger See                |           |                    |                                    |                                                |      |
| Elisabeth-Krankenhaus                   | Erle      | 1904               | St. Augustinus Gelsenkirchen       |                                                |      |